# Diether van Nassau
Diether van Nassau (ca. 1250 – Trier, 23 november 1307), Duits: Diether von Nassau, was een geestelijke uit de Walramse Linie van het Huis Nassau. Hij was sinds 1300 als Diether III aartsbisschop en keurvorst van Trier.

## Biografie
Diether was de oudste zoon van graaf Walram II van Nassau en Adelheid van Katzenelnbogen, de dochter van graaf Diether II van Katzenelnbogen en Hildegunde. Er wordt aangenomen dat, nadat zijn vader in 1276 overleden was, Diethers moeder en zuster een zeer vroom leven geleid hebben in Klooster Klarenthal te Wiesbaden. Zijn jongere broer graaf Adolf van Nassau werd in 1292 tot koning van Duitsland gekozen en sneuvelde op 2 juli 1298 in de Slag bij Göllheim.
Diether was sinds 1292 dominicaan te Mainz, en promoveerde tot doctor in de theologie. De Orde van de Dominicanen steunde hij later als aartsbisschop steeds energiek.
In 1295 trad Diether in dienst van paus Bonifatius VIII. Niet alleen maakte Bonifatius VIII af en toe gebruik van Diether om rooms-koning Adolf te beïnvloeden; Diether werd in 1297 door Adolf ook als onderhandelaar naar koning Filips IV ‘de Schone’ van Frankrijk gestuurd toen Adolf in verkenning van de toestand van zijn bondgenootschap met koning Eduard I van Engeland tot politiek dubbelspel dacht te kunnen komen.

### Aartsbisschop-keurvorst van Trier
Ondanks dat het kapittel van de Dom van Trier Hendrik II van Virneburg, de proost van de Dom van Keulen, gekozen had, verhief de paus uit politieke overwegingen op 18 januari 1300 Diether tot aartsbisschop van Trier. Het was de bedoeling van de paus om tegenover rooms-koning Albrecht I een uit familiehaat, wegens de dood van zijn broer Adolf, onverzoenlijke tegenstander aan te stellen. Voor deze politiek moest Diether zich opofferen.
Diether liet in 1300 de Burcht Ramstein bouwen en in andere plaatsen kastelen versterken. In hetzelfde jaar verleende hij stadsrechten aan Wittlich. In 1302 stichtte hij het Onze-Lieve-Vrouweklooster in Oberwesel.
De door rooms-koning Albrecht in 1301 tegen het bondgenootschap van de vier Rijnlandse keurvorsten gevoerde zogenaamde toloorlog noodzaakte eerst paltsgraaf Rudolf I ‘de Stamelaar’, en daarna de aartsbisschoppen Gerhard II van Mainz en Wigbold I van Keulen tot onderwerping. In november 1302 rukte Albrecht ook naar Trier op en dwong de door zijn land verlaten Diether tot een deemoedige vrede.
Diethers regering werd gekenmerkt door conflicten met het domkapittel, de clerus en de onderdanen. De stad Trier leed onder financiële moeilijkheden, en in andere steden van het keurvorstendom heerste er een machtsstrijd tussen de standen. In de lente van 1303 moest Diether de stad Trier na een opstand van de gilden volledige vrijheid van het gemeentebestuur toestaan.
De inwoners van Koblenz streefden vanaf 1276 naar meer onafhankelijkheid, stelden zelfs een stadsraad in en verhinderden in 1280 de verdere bouw van de stadsmuur en het kasteel. Diether onderwierp de stad na hevige gevechten in 1304 en Koblenz moest in het vervolg de stadsraad opgeven.
Als gevolg van de oorlog met rooms-koning Albrecht was de financiële toestand van Dietrich al zeer slecht, nu werd ze nog beduidend slechter.
Ook in de kerk maakte Diether vijanden. Nadat alle goederen en inkomsten van het aartsbisdom verpand waren, confisqueerde hij bezittingen en inkomsten van parochiekerken en liet hij zich in 1303 door het domkapittel voor concessies betalen. Toen hij ook relikwieën in privébezit begon te nemen, beklaagden in 1306 de kapittels van de Dom, de Sint-Simeon en de Sint-Paulinus alsmede de Sint-Maximinusabdij zich bij paus Clemens V. Deze beval Diether zich tegen de beschuldigingen te verweren, wat hij echter niet deed. Ook de pauselijke legaat behandelde hij slecht, waarop excommunicatie en later schorsing volgden.

### Overlijden en begrafenis
Diether stierf te Trier op 23 november 1307, voordat hij verdere verzoeken om zich bij de paus te verantwoorden kon inwilligen. Hij liet zijn land in grote verwarring en belast met schulden achter. Hij werd in de kerk van het Dominicanerklooster begraven. Die kerk werd in het jaar 1812 verwoest.

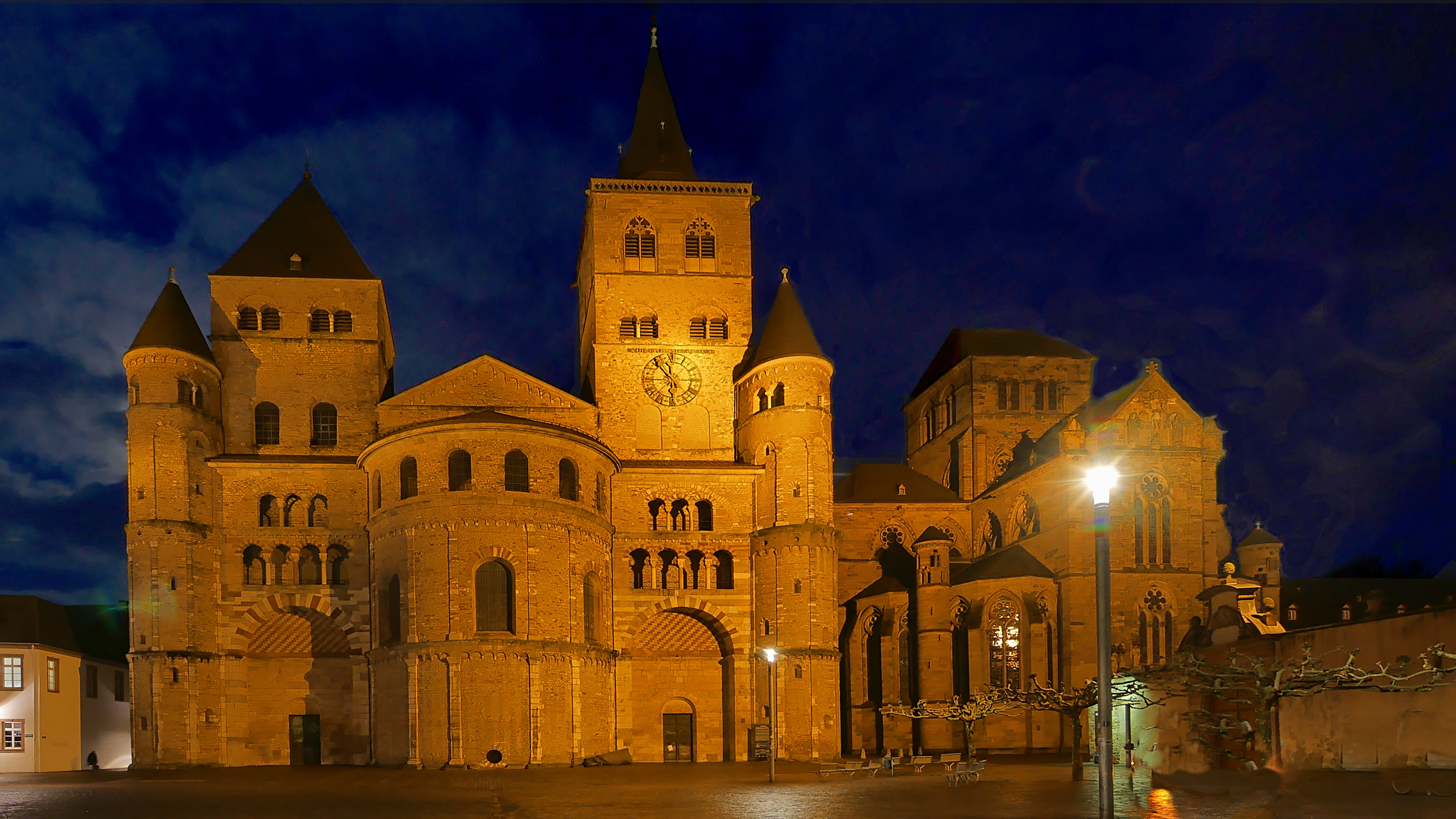
De Dom van Trier
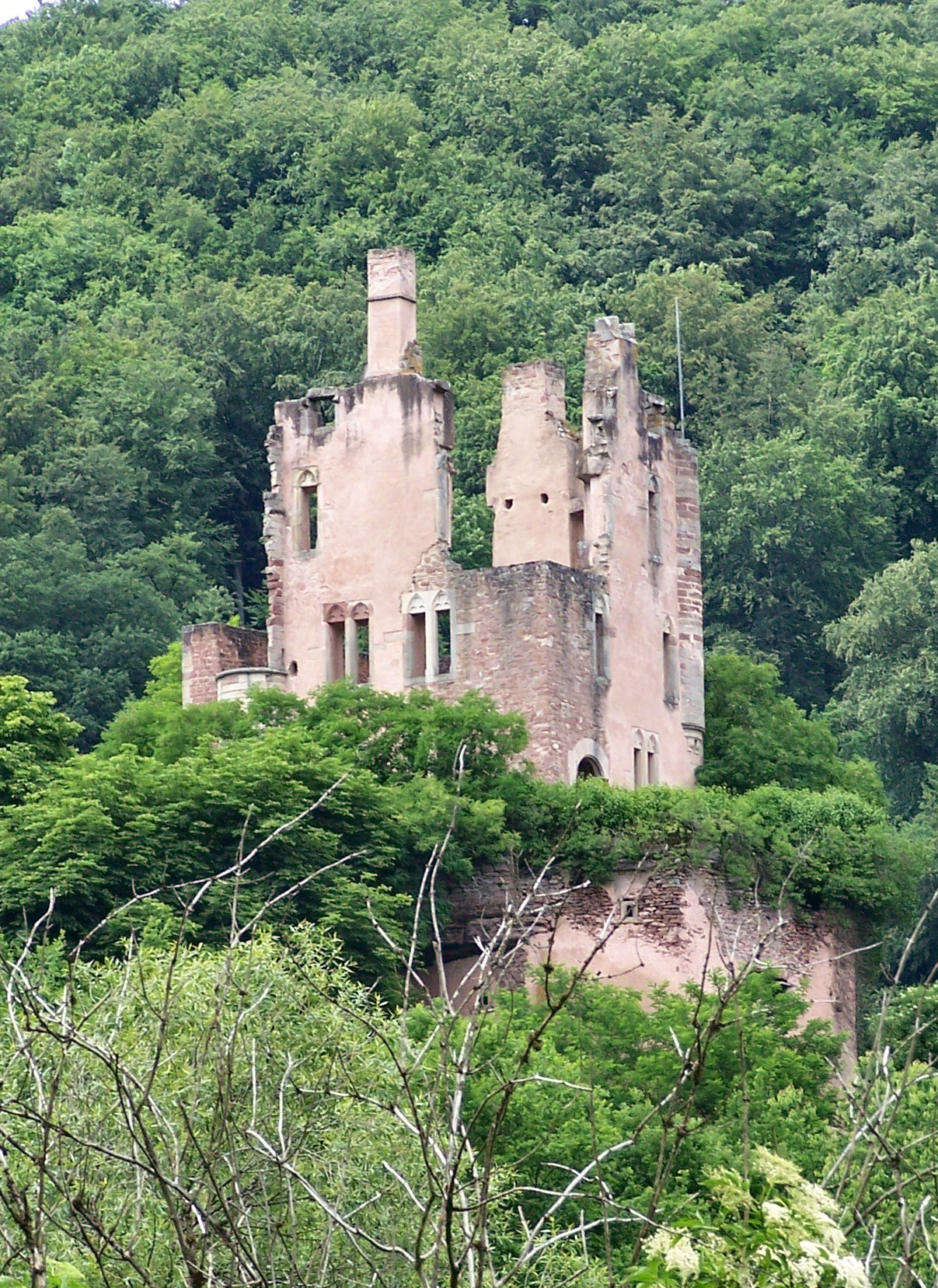
De ruïne van de Burcht Ramstein
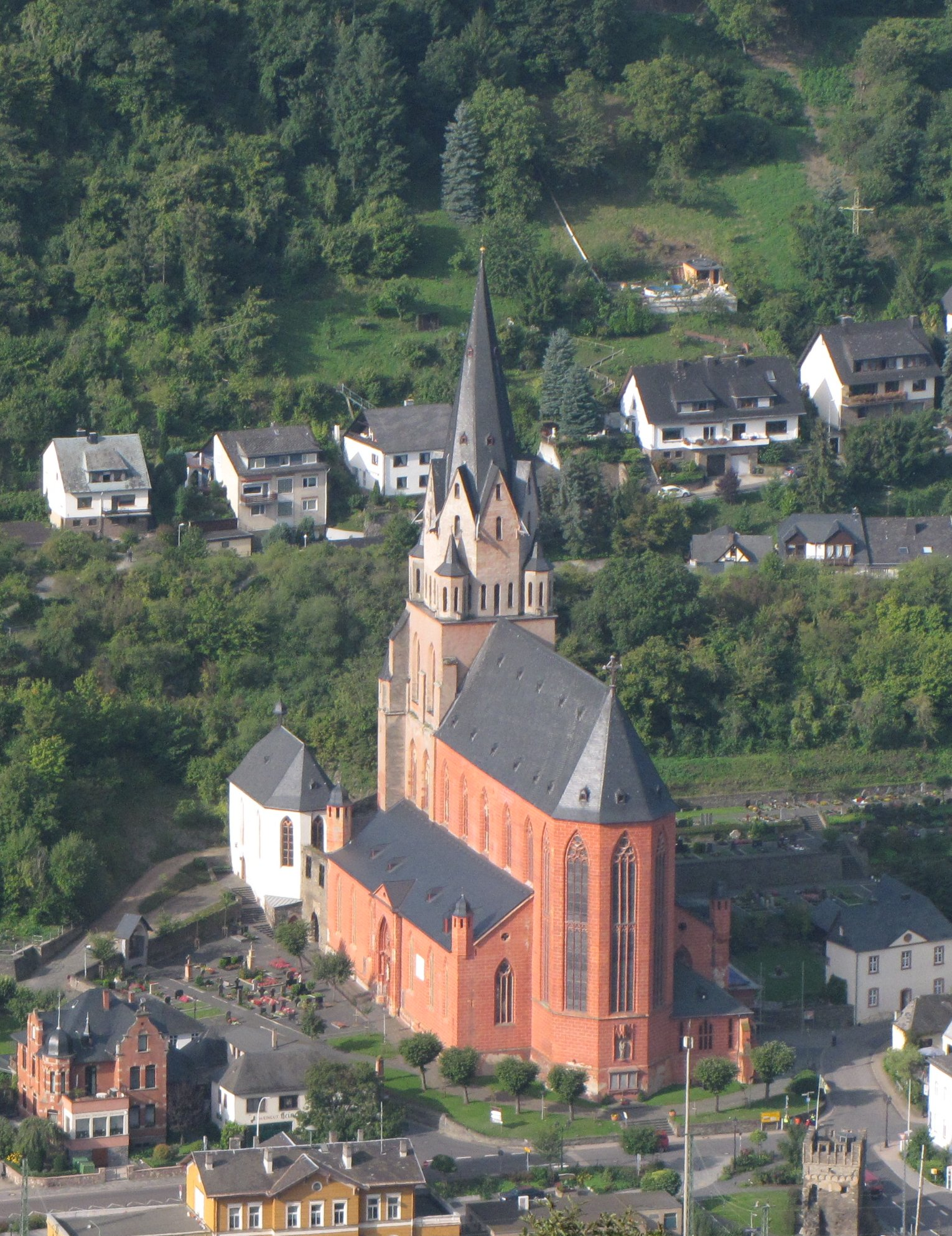
De Onze-Lieve-Vrouwekerk in Oberwesel
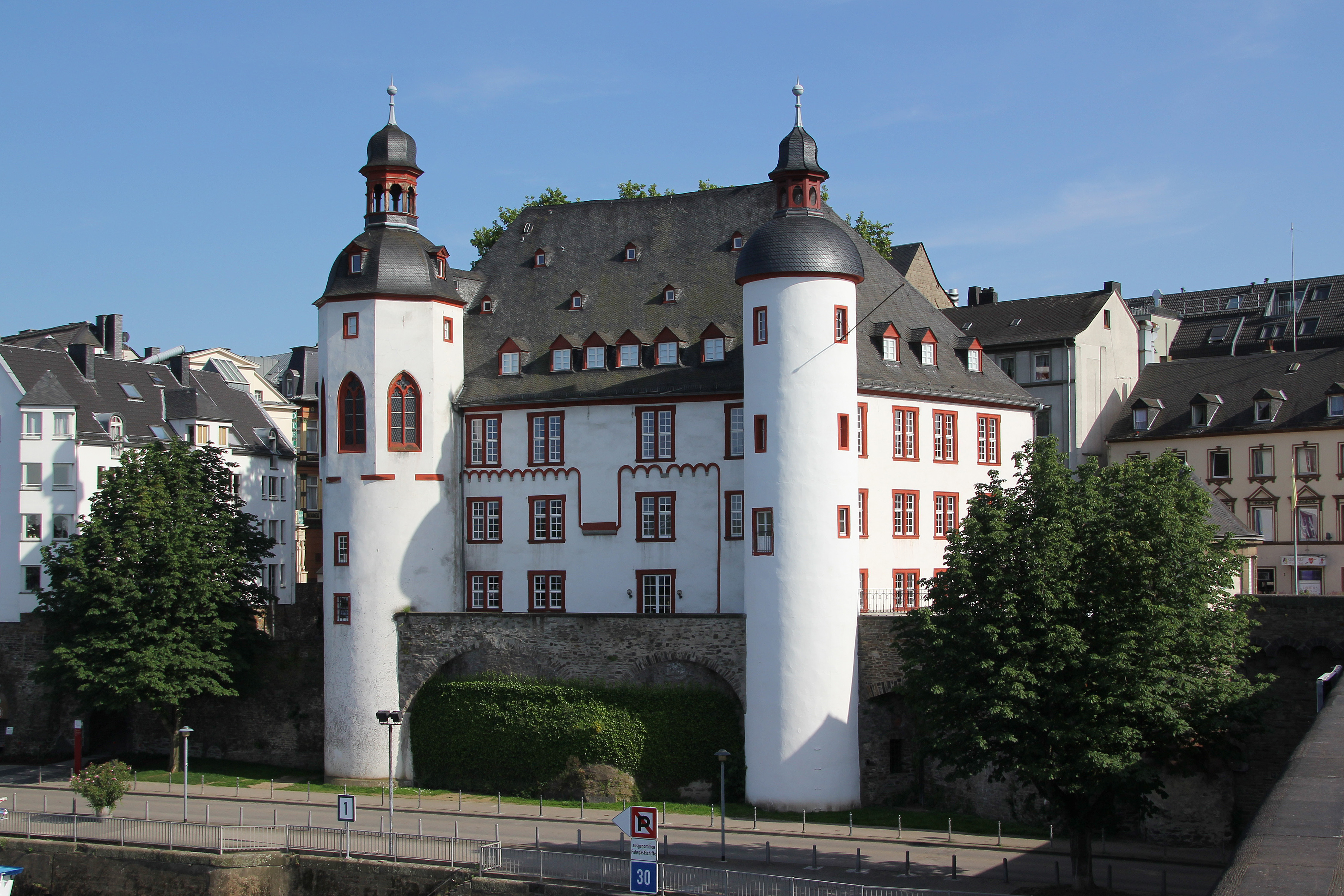
De Alte Burg in Koblenz

## Voorouders
| Voorouders van Diether van Nassau | Voorouders van Diether van Nassau                                                                         | Voorouders van Diether van Nassau                                                                         | Voorouders van Diether van Nassau                                                                         | Voorouders van Diether van Nassau                                                                         | Voorouders van Diether van Nassau                                                     | Voorouders van Diether van Nassau                                                     | Voorouders van Diether van Nassau                                                     | Voorouders van Diether van Nassau                                                     |
| --------------------------------- | --- | --- | --- | --- | ------------------------------------------------------------------------------------- | ------------------------------------------------------------------------------------- | ------------------------------------------------------------------------------------- | ------------------------------------------------------------------------------------- |
| Betovergrootouders                | Rupert II van Laurenburg ? (?–1158) ⚭ ? (?–?)                                                             | ? (?–?) ⚭ ? (?–?)                                                                                         | Hendrik I van Gelre en Zutphen (ca. 1117–1182) ⚭ ca. 1135 Agnes van Arnstein (?–vóór 1179)                | Otto I van Beieren (?–1183) ⚭ ca. 1157 Agnes van Loon (?–1191)                                            | Berthold I van Katzenelnbogen (?–1170) ⚭ Adelheid van Laufen (?–?)                    | ? (?–?) ⚭ ? (?–?)                                                                     | ? (?–?) ⚭ ? (?–?)                                                                     | ? (?–?) ⚭ ? (?–?)                                                                     |
| Overgrootouders                   | Walram I van Nassau (ca. 1146–1198) ⚭ Kunigunde (?–1198)                                                  | Walram I van Nassau (ca. 1146–1198) ⚭ Kunigunde (?–1198)                                                  | Otto I van Gelre en Zutphen (?–1207) ⚭ ca. 1185 Richardis van Beieren (?–1231)                            | Otto I van Gelre en Zutphen (?–1207) ⚭ ca. 1185 Richardis van Beieren (?–1231)                            | Diederik I van Katzenelnbogen (?–1214/19) ⚭ ? (?–?)                                   | Diederik I van Katzenelnbogen (?–1214/19) ⚭ ? (?–?)                                   | ? (?–?) ⚭ ? (?–?)                                                                     | ? (?–?) ⚭ ? (?–?)                                                                     |
| Grootouders                       | Hendrik II ‘de Rijke’ van Nassau (ca. 1180–1247/50) ⚭ vóór 1215 Machteld van Gelre en Zutphen (?–na 1247) | Hendrik II ‘de Rijke’ van Nassau (ca. 1180–1247/50) ⚭ vóór 1215 Machteld van Gelre en Zutphen (?–na 1247) | Hendrik II ‘de Rijke’ van Nassau (ca. 1180–1247/50) ⚭ vóór 1215 Machteld van Gelre en Zutphen (?–na 1247) | Hendrik II ‘de Rijke’ van Nassau (ca. 1180–1247/50) ⚭ vóór 1215 Machteld van Gelre en Zutphen (?–na 1247) | Diederik II van Katzenelnbogen (?–1245) ⚭ vóór 1219 Hildegunde (?–?)                  | Diederik II van Katzenelnbogen (?–1245) ⚭ vóór 1219 Hildegunde (?–?)                  | Diederik II van Katzenelnbogen (?–1245) ⚭ vóór 1219 Hildegunde (?–?)                  | Diederik II van Katzenelnbogen (?–1245) ⚭ vóór 1219 Hildegunde (?–?)                  |
| Ouders                            | Walram II van Nassau (ca. 1220–1276) ⚭ vóór 1250 Adelheid van Katzenelnbogen (?–1288)                     | Walram II van Nassau (ca. 1220–1276) ⚭ vóór 1250 Adelheid van Katzenelnbogen (?–1288)                     | Walram II van Nassau (ca. 1220–1276) ⚭ vóór 1250 Adelheid van Katzenelnbogen (?–1288)                     | Walram II van Nassau (ca. 1220–1276) ⚭ vóór 1250 Adelheid van Katzenelnbogen (?–1288)                     | Walram II van Nassau (ca. 1220–1276) ⚭ vóór 1250 Adelheid van Katzenelnbogen (?–1288) | Walram II van Nassau (ca. 1220–1276) ⚭ vóór 1250 Adelheid van Katzenelnbogen (?–1288) | Walram II van Nassau (ca. 1220–1276) ⚭ vóór 1250 Adelheid van Katzenelnbogen (?–1288) | Walram II van Nassau (ca. 1220–1276) ⚭ vóór 1250 Adelheid van Katzenelnbogen (?–1288) |